# Мирилашвили, Вячеслав Михайлович
Вячеслав Мирилашвили (Ицхак Мирилашвили; род. 1 марта 1984, Санкт-Петербург) — израильский инвестор, предприниматель и филантроп. Соучредитель «ВКонтакте», крупнейшей российской социальной сети.
Проживает в Израиле, где осуществляет надзор за деятельностью своих предприятий, а также различных благотворительных фондов.

## Биография
Мирилашвили родился в 1984 году в Ленинграде. В детском возрасте переехал в Израиль, где и закончил старшие классы школы. Мирилашвили учился в Университете Тафтса в США. Закончил в 2006 году со степенью по экономике. Был одноклассником Павла Дурова.
«ВКонтакте»
В 2006 году Мирилашвили совместно со своими друзьями Львом Левиевым и Павлом Дуровым основал «ВКонтакте». Был председателем компании и владел контрольным пакетом акций. «ВКонтакте» стала крупнейшей российской социальной сетью, насчитывающей более 300 миллионов зарегистрированных пользователей. Мирилашвили, Левиев и Дуров привлекли капитал с помощью Digital Sky Technologies — компании, которую возглавлял Юрий Мильнер. В 2013 году, в возрасте 29 лет, Мирилашвили продал оставшиеся акции «ВКонтакте» с прибылью в 1 млрд долларов, что позволило ему войти в число богатейших израильтян.
«Плариум»
Мирилашвили владел 25 % акций в компании «Плариум», международной компании-разработчика мобильных и браузерных ММО-игр, основанной в 2009 году. В 2017 году компания была продана австралийскому Aristocrat Leisure Aristocrat; сумма сделки по оценкам составляла 500 млн долларов.
Группа Куф-Далет
Мирилашвили — единственный акционер и председатель «Группы Куф-Далет» — холдинга, осуществляющего управление инвестиционным портфелем. Офис компании находится в Герцлии. «Куф-Далет» инвестирует в недвижимость и инфраструктуру, главным образом в США, Израиле, России и Европе. «Куф-Далет» — держатель контрольного пакета акций в Rothstein Real Estate Co, Ltd., израильской девелоперской компании в сфере жилищного строительства. Акции «Ротштейн» торгуются на Тель-Авивской фондовой бирже, компания включена в ETF-фонд сектора недвижимости Тель-Авивской биржи.
В числе активов группы в Израиле — предприятия розничной торговли и коммерческая недвижимость в Тель-Авиве, Герцлии и близлежащих населенных пунктах. В Соединенных Штатах Америки портфель недвижимости Мирилашвили сконцентрирован в г. Нью-Йорк, а также на Среднем Западе и в юго-восточном регионе. Среди активов как коммерческая недвижимость, так и предприятия розничной торговли.
В 2014 году группа учредила фонд Yesodot Private Equity для инвестиций в проекты накопления и хранения энергии, а также инфраструктуры и развития в Израиле и за рубежом. В 2018 году Yesodot приобрёл долю в размере 18 % в проекте электростанции IPM Be’er Tuvia мощностью 451 МВт, которая должна обеспечивать 3,5 % потребляемой в Израиле электроэнергии. До этой транзакции фонд Yesodot осуществил прямую инвестицию в действующую компанию по разработке и эксплуатации солнечных электростанций, принадлежащую официально зарегистрированному на бирже израильскому концерну Shikun & Binui. Общая мощность объектов компании составляет 24 МВт.
Другие проекты
Мирилашвили является держателем контрольного пакета акций израильского «Двадцатого канала» — новостного канала, который на начальном этапе своей деятельности специализировался на еврейском наследии и ориентировался на консервативно настроенную аудиторию. В 2019 году Мирилашвили был включен в список 100 наиболее влиятельных людей в Израиле в сфере бизнеса по рейтингу издания TheMarker.
В 2011 году Мирилашвили, владевший 60 % акций, продал часть доли Mail.ru Group, имея теперь на руках 40 % акций, но всё же сохранив контроль над компанией.
Является владельцем компании «Первое популярное телевидение» (PR ПTV). Сооснователь компании «Selectel».
На 2018 год владеет фондом Vaizra Capital совместно с партнёром Львом Левиевым. Фонд основан в 2011 году и инвестирует в израильские и американские высокотехнологичные стартапы.
Имеет гражданство Израиля, изучает Тору.

## Благотворительная деятельность
Мирилашвили с женой жертвуют миллионы долларов ежегодно через посредство принадлежащих им благотворительных фондов сотням образовательных учреждений и некоммерческих организаций социального обеспечения в Израиле и по всему миру. Фонд Мирилашвили жертвовал средства в частности на образовательные учреждения для девочек из неблагополучных семей: речь идет о сети учебных заведений, которой заведовала жена израильского министра внутренних дел Арье Дери. В 2017 году Мирилашвили подвергся краткому допросу в рамках расследования по делу министра внутренних дел в связи с осуществленными последним финансовыми операциями и сделками с недвижимостью. Каких-либо правонарушений со стороны Мирилашвили выявлено не было.

## Семья
Отец — Михаил Мирилашвили, грузинско-израильский бизнесмен, предприниматель-миллиардер и филантроп. Мать — Лаура Мирилашвили (до замужества — Шаптошвили).
Вячеслав Мирилашвили женат. У него есть двое детей. Семья проживает в Герцлии-Питуах.